# Тірго
Тірго (ісп. Tirgo) — муніципалітет в Іспанії, у складі автономної спільноти Ла-Ріоха. Населення — 244 осіб (2009).
Муніципалітет розташований на відстані близько 250 км на північ від Мадрида, 42 км на захід від Логроньйо.

## Демографія
Динаміка населення (INE ):

## Галерея зображень

Розташування муніципалітету
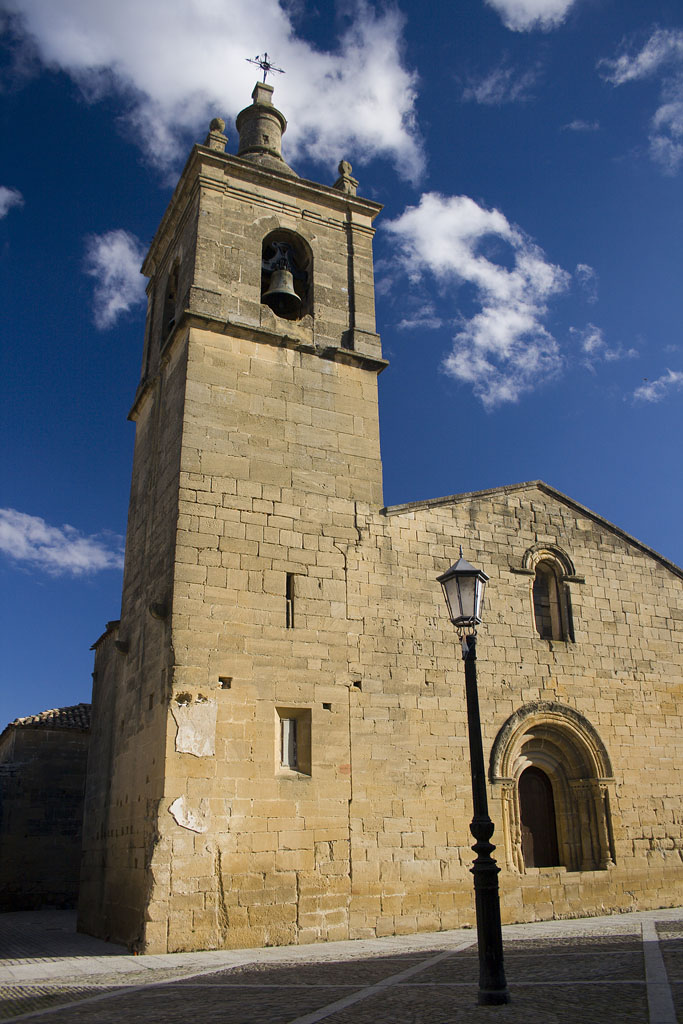
Церква Тірго